# České Budějovice 4
České Budějovice 4 je část obce a katastrální území v Českých Budějovicích tvořená Husovou Kolonií a někdejší osadou Nové Vráto. Výměra katastrálního území činí 6,2528 km². Na západě je ohraničeno železniční tratí, na severu Rudolfovským potokem, na východě sousedí s obcemi Úsilné, Hůry, Vráto a Rudolfov a na jihu Vrbenskou ulicí. V části obce je evidováno 36 ulic a 595 adres.
Jako část obce vznikla od 1. října 1970, kdy došlo k územní reorganizaci města, z části Nové Vráto. Jako katastrální území je vedeno od roku 1971.

## Základní sídelní jednotky
České Budějovice 4 jsou tvořeny osmi základními sídelními jednotkami:
- Světlík
- Za Otýlií
- Nové Vráto-průmyslový obvod
- U Rozumova Dvora
- Husova kolonie
- Husova Kolonie-zahrádky
- Nové Vráto
- U křížku